# Хрустальное сердце (мюзикл)
«Хрустальное сердце» — новогодний семейный мюзикл, захватывающая история о дружбе, чудесах и настоящей любви по мотивам сказки Олега Роя и Татьяны Маликовой на музыку Андрея Пронина. В 2025 году ожидается выход книги, аудиозаписи спектакля и премьера второго сезона мюзикла.

## Сюжет
История разворачивается в волшебном сказочном мире накануне Рождества. Ледяная ведьма Аскольда решила заковать города и жителей в ледяные оковы, чтобы навсегда настала вечная зима. Для осуществления плана ей осталось заколдовать последний город, добыть сотое любящее сердце в коллекцию. Красавица Анхен и весёлый сказочный олень Арчибальд отправляются в ледяное царство, чтобы спасти доброго сказочника Мартина от ведьмы, вместе им предстоит освободить мир из ледяного плена. Помогать героям будут все зрители мюзикла.

### Постановка
В предрождественский день господин Йо-Йо в рыночной толпе празднующих и снующих за подарками людей случайно встречает помощника ледяной ведьмы Аскольды — филина Филиппа и прогоняет его («В канун Рождества»). Продавец игрушек вспоминает о коварной ведьме, превращающей города в снежные пустыни и жителей в ледяных рабов, и найденном им в пещере хрустале в форме сердца с неоконченным пророчеством. Среди весёлой красочной толпы появляется красавица Анхен в поисках подарка для любимого сказочника Мартина к Рождеству («Подарок»). Господин Йо-Йо дарит ей в подарок для Мартина кулон «Хрустальное сердце», упоминая о его волшебных свойствах. Пока любимая ищет подарок, сказочник вместе с воображаемым другом — весёлым оленем Арчибальдом сочиняет сказку к Рождеству («Я – главный герой!»).
В ледяном дворце ледяная ведьма Аскольда собирается захватить весь мир и не допустить приход Рождества. Чтобы осуществить задуманное и завершить коллекция ей необходимо найти сердце счастливого жителя сотой сказочной страны, на поиски таково она отправляет Филиппа («Где ты, сердце?!»). Заметив Анхен, ведьма просит филина за ней проследить, слежка приводит его к дому сказочника. Красавица дарит Мартину кулон-талисман и просит никогда с ним не расставаться («Хрустальное Сердце»). В поисках подарка для Анхен, Мартин и Арчибальд отправляются на рождественский рынок, где встречают Аскольду и Филиппа («Розы феи льда»). Сказочник не может купить ледяные розы и соглашается в обмен на цветы и мировую славу написать во дворце Аскольды сказку в её честь, незаметно филин лишает его защитного кулона.
Анхен намеревается с оленем Арчибальдом спасти Мартина и весь сказочный мир («Я не боюсь!»). Узнав о предстоящих препятствиях на пути и могуществе ведьмы у господина Йо-Йо, она отправляется в лавку к мадам Безе. В лавке сладостей мадам Безе кипит работа, когда появляется красавица с оленем и просит помощи («Ах, как вкусно!»). Вместе они делают «сонное мороженое» для снежной стражи («Манифик парфэ»). Витражный мастер Ноэль помогает Анхен с Арчибальдом попасть в ледяное царство ведьмы («Я – волшебник!»). В это время Мартин пытается сочинить сказку под надзором и строгими рекомендациями к написанию филина Филиппа, с его горящим сердцем у него не выходит сказка («Снежные сказки»). Анхен не удается усыпить стражу, олень задерживает их («Странное место»). В тронной зале Мартин дописывает сказку, Аскольда раскрывает ему план, спасительный кулон потерян, и ведьма забирает его сердце («Кристаллы льда»). Прибежавшая красавица, просит зрителей помочь зажженными фонариками оживить сердце сказочника. Сердце загорается, он оживает, и ведьма призывает стражу взять их. Подоспевший олень просит Мартина дописать сказку, уничтожив в ней Аскольду и филина, с которым борется тот. Злодеи погибают, Арчибальда сказочник делает живым и реальным в сказке, мир спасен и празднует Рождество, принесенное Санта-Клаусом («Рождественская песня»), герои возвращаются домой («Хрустальное сердце» (реприза)).

## Музыка
Для создания уникального театрального проекта объединились профессионалы сценического искусства – постановщики российских версий легендарных бродвейских мюзиклов и самые известные артисты московских мюзиклов. Музыка Андрея Пронина получила высшие оценки музыкальных продюсеров Великобритании и США по итогам международных композиторских конкурсов The UK Songwriting Contest и The International Songwriting Competition. Премьерные спектакли прошли в Московском Доме кино с 31 декабря 2019 по 7 января 2020 года.
Музыкальные композиции из мюзикла «Хрустальное Сердце», выполненные в жанрах джаз-рок, поп-рок, софт-рок, блюз-рок, блюз и джаз и исполненные Анастасией Стоцкой, Наталией Быстровой, Александром Казьминым, Андреем Бириным, Еленой Чарквиани, Таис Урумидис и Петром Таренковом-Нарышкиным вошли в альбом.  Клипмейкер и режиссёр Рустам Романов руководил съёмками видеоклипов мюзикла «Хрустальное Сердце»: Анастасия Стоцкая исполнила арию «Кристаллы льда», Наталия Быстрова и Александр Казьмин – дуэт «Хрустальное Сердце».
К премьере мюзикла «Хрустальное Сердце» более ста начинающих и профессиональных художников из разных городов России, Аргентины, Чехии, Белоруссии и Украины представили своё видение главных героев снежной сказки на конкурсе «Оживи сказку». Победитель Гран-при – иллюстратор из Краснодара Дарья Беклемешева получила контракт на создание серии иллюстраций к мюзиклу. Мюзикл получил за восемь дней показов сотни положительных отзывов зрителей.

## Дискография
Трек-лист альбома
- «В канун Рождества» — Петр Таренков-Нарышкин (Господин Йо-Йо)
- «Я – главный герой!» — Александр Казьмин (Мартин), Андрей Бирин (Арчибальд)
- «Где ты, сердце?!» — Анастасия Стоцкая (Ария Аскольды)
- «Подарок» — Наталия Быстрова (Анхен)
- «Хрустальное Сердце» — Наталия Быстрова (Анхен), Александр Казьмин (Мартин)
- «Розы феи льда» — Анастасия Стоцкая (Аскольда), Александр Казьмин (Мартин)
- «Я не боюсь!» — Наталия Быстрова (Анхен), Андрей Бирин (Арчибальд)
- «Ах, как вкусно!» — Таис Урумидис (Мадам Безе)
- «Манифик парфэ» — Таис Урумидис (Мадам Безе), Наталия Быстрова (Анхен), Андрей Бирин (Арчибальд)
- «Я – волшебник!» — Петр Таренков-Нарышкин (Господин Ноэль)
- «Снежные сказки» — Александр Казьмин (Мартин), Артём Елисеев (Филипп)
- «Кристаллы льда» — Анастасия Стоцкая (Ария Аскольды)
- «Рождественская песня» — Наталия Быстрова (Анхен), Александр Казьмин (Мартин), Андрей Бирин (Арчибальд), Таис Урумидис (Мадам Безе)
- Танцевальный номер «Странное место»
- «Я – главный герой!» — Роман Паршин (Мартин), Максим Маркелов (Арчибальд)
- «Ах, как вкусно!» — Елена Чарквиани (Мадам Безе)

## Музыкальные номера
- «В канун Рождества» — Ария Господина Йо-Йо
- «Я – главный герой!» — Дуэт сказочника Мартина и сказочного оленя Арчибальда
- «Где ты, сердце?!» — Ария ледяной ведьмы Аскольды
- «Подарок» — Ария красавицы Анхен
- «Хрустальное Сердце» — Дуэт красавицы Анхен и сказочника Мартина
- «Розы феи льда» — Дуэт ледяной ведьмы Аскольды и сказочника Мартина
- «Я не боюсь!» — Дуэт красавицы Анхен и сказочного оленя Арчибальда
- «Ах, как вкусно!» — Ария Мадам Безе
- «Манифик парфэ» — Трио продавщицы сладостей Мадам Безе, Анхен и Арчибальда
- «Я – волшебник!» — Ария Господина Ноэля
- «Снежные сказки» — Дуэт сказочника Мартина и филина Филиппа
- «Кристаллы льда» — Ария ледяной ведьмы Аскольды
- «Рождественская песня» — Санта, Анхен, Мартин, Арчибальд, Мадам Безе

### Исполнители
- - Ледяная ведьма Аскольда — Анастасия Стоцкая
  - Сказочник Мартин — Александр Казьмин
  - Красавица Анхен — Наталия Быстрова
  - Северный олень Арчибальд — Андрей Бирин
  - Филин Филипп — Артём Елисеев
  - Мадам Безе — Таис Урумидис
  - Господин Йо-Йо, Витражный мастер Ноэль и Санта — Пётр Таренков-Нарышкин
- Дублирующий состав
  - Ледяная ведьма Аскольда — Анастасия Вишневская
  - Сказочник Мартин — Сергей Никольский
  - Красавица Анхен — Ирина Вершкова
  - Северный олень Арчибальд — Влад Юдин
  - Филин Филипп — Евгений Пилюгин
  - Мадам Безе — Елена Чарквиани
  - Господин Йо-Йо, Витражный мастер Ноэль и Санта — Пётр Таренков-Нарышкин
- Команда
  - Режиссёр-постановщик — Антон Преснов
  - Писатель, сценарист, автор идеи — Олег Рой
  - Продюсер мюзикла — Карина Крафт
  - Композитор — Андрей Пронин
  - Либретто — Татьяна Маликова
  - Хореограф-постановщик — Эльвира Таха
  - Художник по костюмам — Анастасия Данилова[7]